# Larchamp (Orne)
Larchamp ist eine Ortschaft im französischen Département Orne in der Normandie. Die bisher eigenständige Gemeinde wurde mit Wirkung vom 1. Januar 2015 mit Tinchebray, Beauchêne, Frênes, Saint-Cornier-des-Landes, Saint-Jean-des-Bois und Yvrandes zur Commune nouvelle Tinchebray-Bocage fusioniert. Seither ist sie eine Commune déléguée. 
Nachbarorte sind Saint-Cornier-des-Landes im Nordwesten, Chanu im Norden, Saint-Clair-de-Halouze im Osten, Saint-Bômer-les-Forges im Südosten, Lonlay-l’Abbaye im Süden und Beauchêne im Westen. Der Ort liegt am Oberlauf des Flüsschens Halouze.

## Bevölkerungsentwicklung
| Jahr      | 1962 | 1968 | 1975 | 1982 | 1990 | 1999 | 2008 | 2015 |
| --------- | ---- | ---- | ---- | ---- | ---- | ---- | ---- | ---- |
| Einwohner | 429  | 363  | 327  | 261  | 296  | 300  | 301  | 298  |